# Hyla annectans
Hyla annectans là một loài ếch trong họ Nhái bén. Đây là loài bản địa Ấn Độ. 